# Ine Haugland
Ine Haugland (14 maggio 2002) è una sciatrice alpina norvegese.

## Biografia
Attiv dal novembre del 2018, Ine Haugland ha esordito in Coppa Europa il 28 novembre 2022 a Mayrhofen in slalom gigante, senza completare la gara; non ha debuttato in Coppa del Mondo né preso parte a rassegne olimpiche o iridate.

## Palmarès

### Campionati norvegesi
- 1 medaglia:
  - 1 oro (supergigante nel 2022)